# Бојан Тубић
Бојан Тубић (Осијек, 1980) српски је правник и доцент Правног факултета Универзитета у Новом Саду

## Биографија
Завршио је гимназију "Јован Јовановић Змај" у Новом Саду.

## Образовање
Дипломирао је на Правним факултету у Новом Саду 2003. године. На истом Факултету магистрирао је 2006. године одбранивши магистарски рад на тему "Коришћење локалних правних лекова као услов допуштености међународне тужбе". Докторску дисертацију на тему "Судска контрола аката међународних организација и посебно Европских заједница и Европске уније" одбранио је на Правном факултету у Новом Саду 2012. године.
Говори енглески језик, а служи се француским, шпанским, италијанским и немачким језиком.

## Радна места
За асистента-приправника изабран је 2003. године, у звање асистента изабран је 2007. године, а у звање доцента 2013. године. Предаје наставне предмете Међународно јавно право 1, Међународно јавно право 2, Хуманитарно право, те Дипломатско и конзуларно право. Поред тога, на Криминалистичко-полицијској академији у Београду предаје Међународно јавно право.
Функцију продекана за међународну сарадњу обавља од 2014. године.
Априла 2018. године изабран је за помоћника министра просвете, науке и технолошког развоја у Влади Републике Србије.

## Научни рад
Области интересовања: међународноправна заштита људских права и право Европске уније.

## Изабрана библиографија
- Тубић, Бојан (2018). „Насиље у породици у пракси Европског суда за људска права” (PDF). Зборник радова Правног факултета у Новом Саду. LII br. 1: 211–226. Архивирано из оригинала (PDF) 02. 12. 2021. г. Приступљено 02. 12. 2018.
- Тубић, Бојан (2017). „Ограничења права на неометано уживање имовине у пракси Европског суда за људска права” (PDF). Зборник радова Правног факултета у Новом Саду. LI br. 4: 1669–1683. Архивирано из оригинала (PDF) 27. 11. 2021. г. Приступљено 02. 12. 2018.
- Етински, Родољуб; Станивуковић, Маја; Ђајић, Сања; Ђундић, Петар; Тубић, Бојан (2017). „Савремени трендови међународноправне заштите животне средине” (PDF). Зборник радова Правног факултета у Новом Саду. LI br. 2: 265–295. Архивирано из оригинала (PDF) 05. 12. 2021. г. Приступљено 02. 12. 2018.
- Тубић, Бојан (2016). „Нове тенденције у погледу услова прихватљивости појединачних представки пред Европским судом за људска права” (PDF). Зборник радова Правног факултета у Новом Саду. L br. 3: 877–890. Архивирано из оригинала (PDF) 09. 12. 2021. г. Приступљено 02. 12. 2018.
- Тубић, Бојан (2015). „Решавање територијалних спорова у међународном праву” (PDF). Зборник радова Правног факултета у Новом Саду. XLIX br. 4: 1861–1875. Архивирано из оригинала (PDF) 05. 12. 2021. г. Приступљено 02. 12. 2018.
- Тубић, Бојан (2015). „Улога Суда правде Европске уније у области заштите животне средине” (PDF). Зборник радова Правног факултета у Новом Саду. XLIX br. 2: 713–726. Архивирано из оригинала (PDF) 05. 12. 2021. г. Приступљено 02. 12. 2018.
- Тубић, Бојан (2015). „Оквирна директива Европске уније о водама и њена примена у пракси Суда ЕУ” (PDF). Зборник радова Правног факултета у Новом Саду. XLIX br. 3: 1263–1279. Архивирано из оригинала (PDF) 29. 11. 2021. г. Приступљено 02. 12. 2018.
- Тубић, Бојан (2014). „Начело предострожности у међународном праву животне средине и међународној судској пракси” (PDF). Зборник радова Правног факултета у Новом Саду. XLVIII br. 2: 367—384. Архивирано из оригинала (PDF) 05. 12. 2021. г. Приступљено 02. 12. 2018.
- Тубић, Бојан (2014). „Територијални спорови у међународној арбитражној пракси” (PDF). Зборник радова Правног факултета у Новом Саду. XLVIII br. 4: 295–310. Архивирано из оригинала (PDF) 02. 12. 2021. г. Приступљено 02. 12. 2018.
- Тубић, Бојан (2014). „Приступ "међународној правди" (надлежност међународних судова) у области заштите животне средине” (PDF). Зборник радова Правног факултета у Новом Саду. XLVIII br. 3: 321–335. Архивирано из оригинала (PDF) 09. 12. 2021. г. Приступљено 02. 12. 2018.
- Тубић, Бојан (2013). „Начело одрживог развоја у међународним правним актима и пракси Међународног суда” (PDF). Зборник радова Правног факултета у Новом Саду. XLVII br. 3: 391–411. Архивирано из оригинала (PDF) 04. 12. 2021. г. Приступљено 02. 12. 2018.
- Тубић, Бојан (2013). „Међународна правила о одређивању граница на мору” (PDF). Зборник радова Правног факултета у Новом Саду. XLVII br. 4: 337–352. Архивирано из оригинала (PDF) 29. 11. 2021. г. Приступљено 02. 12. 2018.
- Тубић, Бојан (2012). „Правна начела у области заштите животне средине у Европској унији” (PDF). Зборник радова Правног факултета у Новом Саду. XLVI br. 1: 491–506. Архивирано из оригинала (PDF) 29. 11. 2021. г. Приступљено 02. 12. 2018.
- Тубић, Бојан (2012). „Одређивање граница на копну у пракси Међународног суда” (PDF). Зборник радова Правног факултета у Новом Саду. XLVI br. 2: 417–435. Архивирано из оригинала (PDF) 29. 11. 2021. г. Приступљено 02. 12. 2018.
- Тубић, Бојан (2012). „Право на информисање о животној средини у међународним правним актима” (PDF). Зборник радова Правног факултета у Новом Саду. XLVI br. 3: 343–363. Архивирано из оригинала (PDF) 03. 12. 2021. г. Приступљено 02. 12. 2018.
- Тубић, Бојан (2011). „Примена начела uti possidetis iuris при одређивању међудржавних граница” (PDF). Зборник радова Правног факултета у Новом Саду. XLV br. 3: 647—662. Архивирано из оригинала (PDF) 02. 12. 2021. г. Приступљено 02. 12. 2018.
- Тубић, Бојан (2011). „Поље примене Архуске конвенције” (PDF). Зборник радова Правног факултета у Новом Саду. XLV br. 2: 383–393. Архивирано из оригинала (PDF) 09. 12. 2021. г. Приступљено 02. 12. 2018.